# Michael Bay
Michael Bay (17. února 1965, Los Angeles, USA) je americký filmový producent a režisér. Jeho akční snímky jsou známy svými rychlými střihy a výraznými speciálními efekty. Mezi jeho filmy patří Mizerové, Skála, Armageddon, Pearl Harbor a série Transformers, která celosvětově vydělala přes 2,5 miliard dolarů a je tak sedmou nejvýdělečnější filmovou sérií v historii. Je spoluzakladatelem produkční společnosti Platinum Dunes, která se zaměřuje na hororové filmy a produkovala filmy jako Pátek třináctého, Texaský masakr motorovou pilou a Noční můra v Elm Street.
Média jej nedávno zmínila i v jiné souvislosti – v lednu 2014 měl na veletrhu CES představit nový televizor firmy Samsung, ale prezentaci nezvládl a předčasně odešel z pódia.

## Režie
- 1995 Mizerové
- 1996 Skála
- 1998 Armageddon
- 2001 Pearl Harbor
- 2003 Mizerové 2
- 2005 Ostrov
- 2007 Transformers
- 2009 Transformers: Pomsta poražených
- 2011 Transformers 3
- 2013 Pot a krev
- 2014 Transformers: Zánik
- 2017 Transformers: Poslední rytíř
- 2019 6 underground: Tajné operace
- 2022 Ambulance